# Iglesia de San Sebastián de Munera
La iglesia de San Sebastián de Munera, se construyó entre los siglos XV-XVI y se sitúa en la plaza de la Constitución de esta localidad de la provincia de Albacete (Castilla-La Mancha). Fue declarada como Bien de Interés Cultural (BIC) el 22 de diciembre de 1992 por el Ministerio de Cultura de España con el número de inventario (R.I.) - 51 - 0007367 - 00000.

## Orígenes e historia del bien cultural
Los orígenes de lo que fue la primera iglesia de Munera se deben buscar en las edificaciones que rodeaban el castillo del siglo XIII. Al producirse la Reconquista cristiana de este pueblo, en el año 1213, un grupo minoritario de cristianos volvió a florecer y convirtieron uno de los edificios cercanos al castillo en una iglesia. Esta primera iglesia, que posteriormente fue una ermita, estaba dedicada a santa Quiteria en recuerdo del día que fue reconquistado el pueblo. Conforme fue creciendo el pueblo, la iglesia se trasladó al actual emplazamiento en la plaza de la Constitución y a día de hoy no se conserva nada del primer emplazamiento de la ermita de Santa Quiteria. En el año 1936 la iglesia sufrió una profanación y supuso “la destrucción de todo cuanto contenía”.Se destruyeron todas las imágenes y retablos que había en su interior, junto con el órgano, la sillería del coro y el púlpito. Tan sólo se salvó la cajonera de la sacristía, el armario y dos bancos situados en los laterales.A partir de 1939 comenzó un largo proceso de reconstrucción de la iglesia, dirigido por Miguel Alcañiz Fernández, y que ha terminado configurando el inmueble actual.  

## Descripción del bien cultural
La iglesia parroquial de San Sebastián es una iglesia de planta de cruz latina, con los brazos del crucero muy poco desarrollados, que cuenta con una única nave cubierta por una bóveda de crucería estrellada. El acceso se realiza mediante dos entradas diferentes, el pórtico principal se sitúa en la Plaza de la Constitución, mientras que una segunda puerta se encuentra en la plaza de don Bartolomé. El inmueble se caracteriza por estar realizado por grandes y gruesos muros con robustos contrafuertes exteriores y pequeñas ventanas. A los pies del templo se levanta una torre-campanario de 35 metros de altura, tiene una base cuadrada y tres cuerpos separados por impostas sin decoración. Los dos primeros cuerpos son macizos y en el tercero se sitúa el campanario. La torre está coronada con una cornisa sin decoración y rematada por una pequeña aguja. 
Se han podido diferenciar tres fases constructivas. Por un lado, en la primera fase se construyó una única nave que se dividía en cuatro tramos con la puerta situada a los pies del edificio, donde actualmente está la torre. Durante la segunda fase de construcción se levantó la torre-campanario y se abrieron dos puertas laterales de acceso. Finalmente, en una tercera fase, se añadió el crucero y un nuevo ábside poligonal de poca  profundidad. Lo que más destaca sobre la construcción del crucero es que está torcido con respecto al resto de la iglesia, aunque se desconoce el motivo exacto de esta decisión. Posteriormente se construyó una pequeña capilla adyacente en un lateral del crucero. Es conocida como la capilla del Beato Bartolomé Rodríguez Soria y en su interior encontramos un conjunto escultórico formado por la Virgen, el niño Jesús y Santa Ana. La iglesia “fue levantada a base de piedra con argamasa de cal y arena”.Se desconoce de dónde se pudo extraer tal cantidad de material, ya que en los alrededores no se han encontrado canteras de grandes proporciones. 
El estilo en el que se puede enmarcar esta fábrica se sitúa entre el románico tardío y el gótico primitivo, ya que aúna elementos de ambos estilos artísticos. Sin embargo el crucero de la iglesia, construido con posterioridad, se edificó en estilo renacentista pero carente de decoración. En contraposición a la zona del altar, hay un espacio partido en dos pisos donde se colocó, por un lado, el baptisterio junto con los fuelles del órgano, y por otro lado, en el segundo piso, “se colocó el órgano y la sillería del coro que fue construida en 1771”.El órgano y la sillería del coro fueron destruidos durante la profanación del templo que tuvo lugar en el año 1936. El ataque que recibió la iglesia en 1936 provocó también la pérdida de un antiguo retablo situado en el altar mayor. A día de hoy se conserva otro retablo diferente en el mismo espacio de menor envergadura. A pesar de la falta de decoración del edificio en general, destaca también la presencia de un fresco de estilo barroco pintado encima del arco toral de la iglesia en el que aparece representado el apóstol Santiago en la Batalla del Clavijo. 
En cuanto a la torre, esta se construyó durante el siglo XVI. Debido a la nula decoración es difícil enmarcarla dentro de un estilo concreto. Probablemente las directrices seguidas para su construcción fueron las renacentistas pero sin adaptarse plenamente a este. En la ventana situada en el espacio donde reposa la campana grande “hay un escudo heráldico compuesto de una corona real, dos columnas sin remate y un tramo cuadrado que las une por el centro sin llegar a tocarlas”.